# Будівля приказів

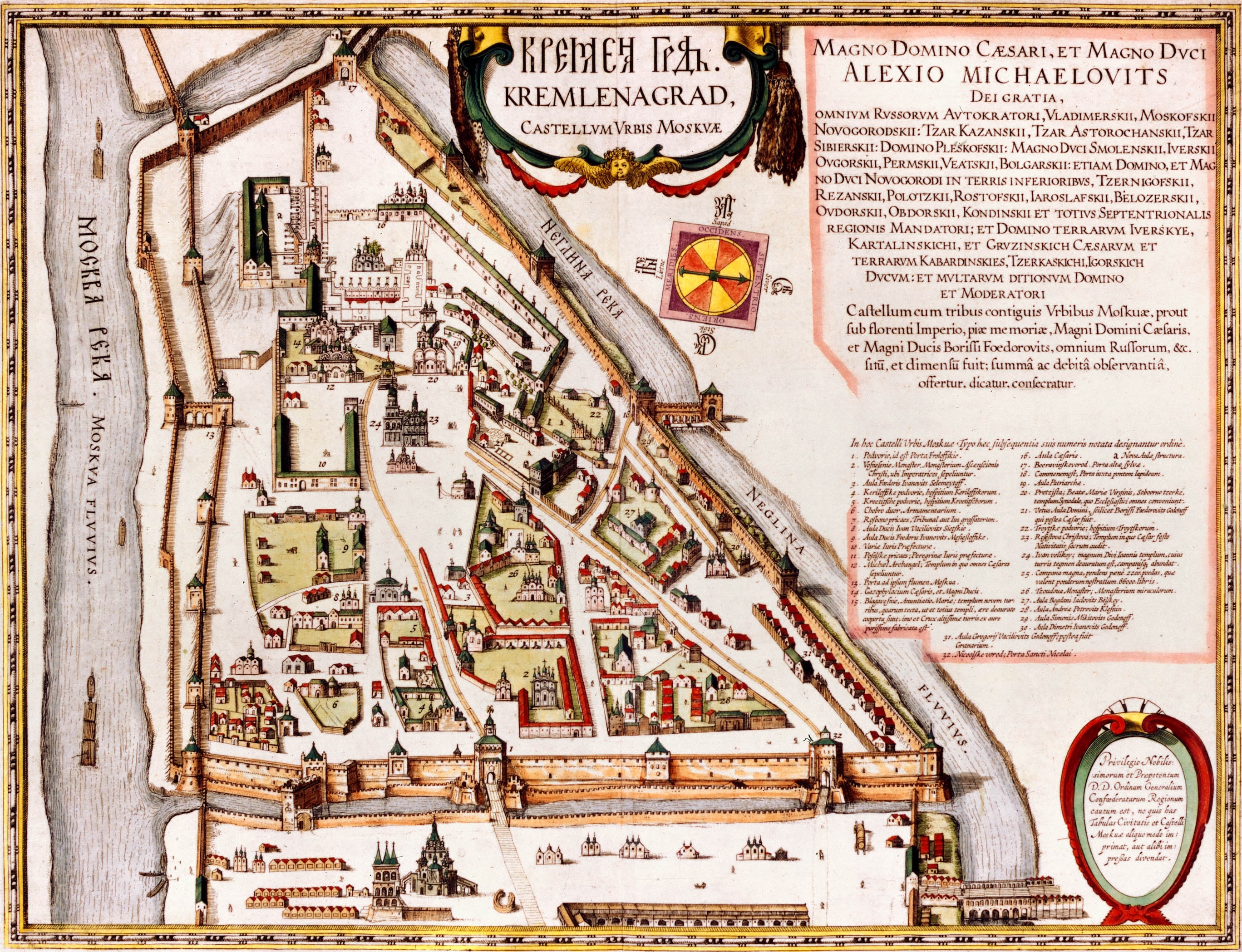
План «Кремленаград» (початок XVII ст.). Будівля приказів — у вигляді перегорнутої літери П зліва (на півдні) від Іванівської площі в центрі Кремля.

Будівля приказів (рос. Здание приказов) в Московському Кремлі — в минулому, монументальний комплекс адміністративних будівель, в яких розміщувались центральні органи державного управління Московського царства — Прикази. «Стара» будівля приказів відносилась до кінця XVI ст., «нова» була збудована на місці старої в кінці XVII ст. і була знесена в 1770-х роках.

## Історія будівництва
Дерев'яні «дьячі ізби» будувалися на боярських дворах ще за Івана Грозного. З часом утворилися і прикази: Посольський, Земський, Розрядний, Помісний, Стрілецький, Розбійний, Ямський та інші. Під будівництво будівель для них була відведена земля колишнього володіння молодшого сина Івана Калити на схід від Архангельського собору, яка вже в другій половині XV ст. перейшла в царську власність.

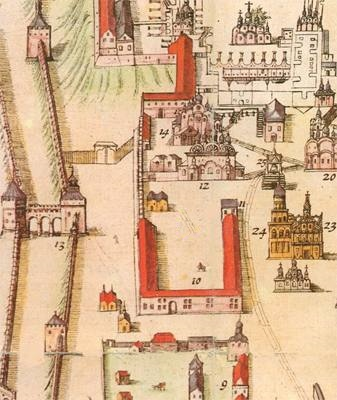
Фрагмент плану «Кремленаград». Північ — праворуч.

Будівлі приказів до 1564—1565 років були дерев'яними. За Бориса Годунова в 1591 році був побудований П-подібний комплекс двоповерхових кам'яних будівель під спільним дахом з південної сторони Іванівської площі (в літописі сказано, «… зачали делати хати дьячьей камени у Архангела на площі …»).

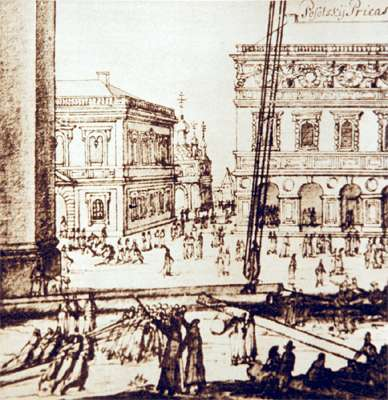
Фрагмент будівлі приказів на малюнку Пальмквіста (ліворуч, праворуч — Посольський приказ).

Фрагмент фасаду цієї будівлі видно на задньому плані на малюнку Е. Пальмквіста «Підйом дзвона на Іванівську дзвіницю» (1675 р.).

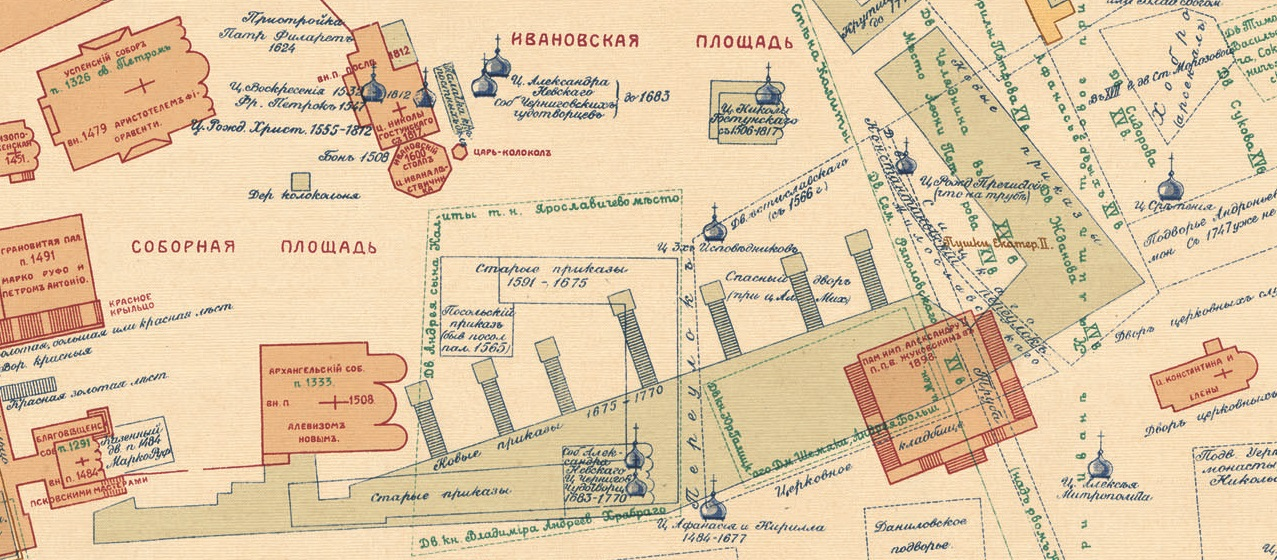
«Стара» (тонка лінія) і «нова» (зелена) будівлі приказів на схемі П. І. Бартенєва. Північ угорі.

Між 1675—1683 рр. комплекс був перебудований («нові прикази»). Двоповерховий кам'яний корпус простягнувся по брівці Кремлівського пагорба від Архангельського собору майже до Спаської башти, замикаючи з півдня Соборну і Іванівську площі. Будівлю було розібрано в 1767—1770 рр. зважаючи на передбачуване будівництво Великого Кремлівського палацу за проєктом В. І. Баженова.

Будівля добре проглядається на гравюрі П. Пікарта «Вид Москви з Замоскворіччя» (1708). 

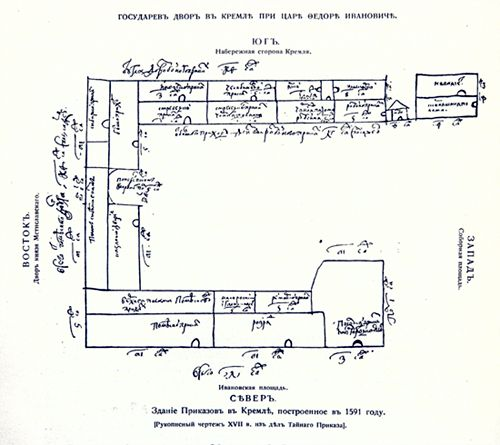
Розташування приказів на схемі XVII століття. Північ знизу.

Площа перед приказами була завжди заповнена прохачами, що чекали своєї черги на приймання в той чи інший приказ. Існував особливий розряд приказових службовців який підробляв тим, що проводили відвідувачів позачергово. З відвідувачами приказами пов'язаний вираз «Кричати на всю Іванівську».